# Klubowe Mistrzostwa Świata w Piłce Nożnej 2005
Gospodarz: Japonia

Stadiony: National Stadium (Tokio), Toyota Stadium (Toyota), International Stadium (Jokohama)

Rozegrane mecze: 7

Strzelone gole: 19 (2.71 na mecz)

Liczba kibiców: 215 003 (35 824 na mecz)

## Uczestnicy
- Al-Ahly Kair (CAF)
- Ittihad FC (AFC)
- Deportivo Saprissa (CONCACAF)
- Liverpool F.C. (UEFA)
- São Paulo (CONMEBOL)
- Sydney FC (OFC)

## Rezultaty
|                                                                          | Ćwierćfinały      | |
| ------------------------------------------------------------------------ | ----------------- | --- |
| Ittihad FC Mohammed NOOR (78 min.)                                       | 1 - 0 (0 - 0)     | Al-Ahly Kair                                                                                          |
| Sydney FC                                                                | 0 - 1 (0 - 0)     | Deportivo Saprissa Christian BOLANOS (47 min.)                                                        |
|                                                                          | Półfinały         | |
| Ittihad FC Mohammed NOOR (33 min.) Hamad AL MONTASHARI (68 min.)         | 2 - 3 (1 - 1)     | São Paulo Marcio AMOROSO (16 min.) Marcio AMOROSO (47 min.) Rogério CENI (57 min.) – karny - bramkarz |
| Deportivo Saprissa                                                       | 0 - 3 (0 - 2)     | Liverpool F.C. Peter CROUCH (3 min.) Steven GERRARD (32 min.) Peter CROUCH (58 min.)                  |
|                                                                          | Mecz o 5. miejsce | |
| Al-Ahly Kair Emad MOTAB (45 min.)                                        | 1 - 2 (1 - 1)     | Sydney FC Dwight YORKE (35 min.) David CARNEY (66 min.)                                               |
|                                                                          | Mecz o 3. miejsce | |
| Ittihad FC Mohammed KALLON (28 min.) Joseph-Desire JOB (53 min.) – karny | 2 - 3 (1 - 1)     | Deportivo Saprissa Alvaro SABORIO (13 min.) Alvaro SABORIO (85 min.) – karny Ronaldo GOMEZ (89 min.)  |
|                                                                          | Finał             | |
| São Paulo MINEIRO (27 min.)                                              | 1 - 0 (1 - 0)     | Liverpool F.C.                                                                                        |

### Nagrody
- Złota Piłka: Rogério Ceni (São Paulo)
- Srebrna Piłka: Steven Gerrard (Liverpool)
- Brązowa Piłka: Cristian Bolaños (Deportivo Saprissa)